# 오재
오재는 지방도 제921호선이 지나는 고개로 청도군 운문면과 영천시 북안면의 경계이다.